# Asediul cetății Dâmbovița
Asediul cetății Dâmbovița a avut loc la data de 23 noiembrie 1473 atunci când o armată a Moldovei, condusă de Ștefan cel Mare, a asediat cetatea în care era refugiat Radu cel Frumos, domnul Țării Românești. 
După înfrângerea de la pârâul Vodna, din 18 - 20 noiembrie 1473, Radu cel Frumos s-a retras în cetatea de scaun Dâmbovița (București) însă nu a avut timp să-și organizeze eficient defensiva, cetatea fiind asediată la 23 noiembrie de trupele lui Ștefan cel Mare. În timpul nopții domnul muntean a fugit din cetate, lăsându-și în urmă steagurile, visteria și familia (soția și fiica sa Maria Voichița cu care Ștefan se va căsători în 1475). 
„ Ștefan Vodă au dobânditu cetatea Dâmbovița și au intratu întrânsa și au luat pre doamna Radului vodă și pe fiică-sa Voichița o au luat-o lui și doamnă și toate avuțiile lui și toate veșmintele lui cele scumpe și visteriile și toate steagurile lui și petrecu acolo trei zile în veselie ”— Grigore Ureche
La 24 noiembrie Ștefan cel Mare intră în cetate și îl impune pe tron pe Laiotă Basarab după care ia o serie de măsuri de asigurare a apărării țării contra otomanilor, inclusiv numirea de pârcălabi, un atribut exclusiv al domnului țării, Laiotă fiind practic un vasal al Moldovei.